# Natalia Bukowiecka
Natalia Maria Bukowiecka (* 17. Januar 1998 in Drezdenko als Natalia Kaczmarek) ist eine polnische Sprinterin, die sich auf den 400-Meter-Lauf spezialisiert hat. Ihre größten Erfolge sind der Gewinn der Goldmedaille in der 4-mal-400-Meter-Mixed-Staffel sowie der Gewinn der Silbermedaille in der 4-mal-400-Meter-Damenstaffel bei den Olympischen Sommerspielen 2020 in Tokio. 2023 wurde sie Vizeweltmeisterin über die 400 Meter sowie 2024 Europameisterin. Zudem gewann sie bei den Olympischen Sommerspielen 2024 in Paris die Bronzemedaille im Einzelrennen über 400 Meter.

## Sportliche Laufbahn
Erste Erfahrungen auf Wettkämpfen, internationaler Ebene, sammelte Bukowiecka bei den U18-Weltmeisterschaften 2015 in Cali, bei denen sie über 400 Meter bis in das Halbfinale gelangte und dort mit 54,25 s ausschied. Zudem belegte sie in der gemischten 4-mal-400-Meter-Staffel in 3:24,64 min den fünften Platz. Ein Jahr später erreichte sie bei den U20-Weltmeisterschaften in Bydgoszcz ebenfalls das Halbfinale über 400 Meter, in dem sie mit 54,32 s ausschied und mit der polnischen 4-mal-400-Meter-Staffel belegte sie in 3:36,95 min den sechsten Platz. 2017 belegte sie bei den U20-Europameisterschaften in Grosseto in 54,27 s den siebten Platz über 400 Meter und erreichte mit der Staffel nach 3:34,38 min Rang vier. 2018 war sie Teil der polnischen Staffel bei den Hallenweltmeisterschaften in Birmingham und kam dort im Vorlauf zum Einsatz und trug somit zum Gewinn der Silbermedaille bei. Auch bei den Europameisterschaften in Berlin im August kam sie im Vorlauf zum Einsatz und trug damit zum Gewinn der Goldmedaille bei. Im Jahr darauf verbesserte sie sich bei den U23-Europameisterschaften in Gävle auf 52,34 s und gewann damit die Goldmedaille im Einzelbewerb und siegte auch mit der Staffel in 3:32,56 min. 2021 gewann sie dann bei den Halleneuropameisterschaften in Toruń in 3:29,94 min die Bronzemedaille mit der Staffel hinter den Teams aus den Niederlanden und dem Vereinigten Königreich. Anfang Mai wurde sie dann bei den World Athletics Relays im heimischen Chorzów in 3:28,81 min Zweite mit der 4-mal-400-Meter-Staffel hinter dem Team aus Kuba. Im August gelangte sie bei den Olympischen Spielen in Tokio bis ins Halbfinale über 400 Meter und schied dort mit 50,79 s aus. Zudem gewann sie in der Frauenstaffel zusammen mit Iga Baumgart-Witan, Małgorzata Hołub-Kowalik und Justyna Święty-Ersetic in 3:20,53 min die Silbermedaille hinter dem Team aus den Vereinigten Staaten. Zudem siegte sie in der erstmals ausgetragenen Mixed-Staffel gemeinsam mit Karol Zalewski, Justyna Święty-Ersetic und Kajetan Duszyński mit neuem Olympischen- und Europarekord von 3:09,87 min. Anschließend siegte sie beim Memoriał Kamili Skolimowskiej mit neuer Bestleistung von 50,70 s.
2022 gelangte sie bei den Hallenweltmeisterschaften in Belgrad bis ins Halbfinale über 400 Meter und schied dort mit 51,87 s aus. Zudem gewann sie mit der Staffel in 3:28,59 min gemeinsam mit Iga Baumgart-Witan, Kinga Gacka und Justyna Święty-Ersetic die Bronzemedaille hinter den Teams aus Jamaika und den Niederlanden. Im Mai siegte sie in 51,23 s über 400 Meter beim Internationalen Leichtathletik-Meeting „Anhalt 2022“ und anschließend siegte sie in 50,16 s beim Ostrava Golden Spike sowie in 50,40 s beim Memoriał Janusza Kusocińskiego. Im Juni siegte sie in 51,25 s beim Meeting International de Marseille und wurde dann beim Meeting de Paris in 50,24 s Zweite, ehe sie beim Meeting International de Sotteville in 51,87 s siegte. Im Juli schied sie bei den Weltmeisterschaften in Eugene mit 51,34 s im Halbfinale aus und belegte in der Mixed-Staffel in 3:12,31 min den vierten Platz. Anschließend wurde sie beim Memoriał Kamili Skolimowskiej in 49,86 s Zweite und blieb damit erstmals unter der 50-Sekunden-Marke. Kurz darauf gewann sie bei den Europameisterschaften in München in 49,94 s die Silbermedaille hinter der Niederländerin Femke Bol und sicherte sich im Staffelbewerb in 3:21,68 min gemeinsam mit Anna Kiełbasińska, Iga Baumgart-Witan und Justyna Święty-Ersetic die Silbermedaille hinter dem niederländischen Team.
2023 wurde sie bei der Doha Diamond League in 51,64 s Dritte über 400 Meter und anschließend siegte sie in 50,41 s bei der Golden Gala Pietro Mennea. Zudem siegte sie in 50,02 s beim Memoriał Janusza Kusocińskiego sowie in 51,02 s beim Anhalt 2023. Daraufhin wurde sie bei der 1. Liga der Team-Europameisterschaft in Chorzów in 50,34 s Zweite über 400 Meter und sicherte sich damit ligenübergreifend die Silbermedaille hinter der Niederländerin Femke Bol. Zudem wurde sie mit der Mixed-Staffel in 3:12,87 min Erste im A-Lauf und gewann damit die Silbermedaille hinter dem tschechischen Team. Daraufhin siegte sie in 50,88 s beim Ostrava Golden Spike sowie in 49,48 s beim Memoriał Kamili Skolimowskiej und in 49,63 s beim Herculis. Im August erreichte sie bei den Weltmeisterschaften in Budapest das Finale und gewann dort in 49,57 s die Silbermedaille hinter der Dominikanerin Marileidy Paulino. Zudem belegte sie mit der Staffel in 3:24,93 min den sechsten Platz. Im Jahr darauf wurde sie bei der Xiamen Diamond League in 50,29 s den zweiten Platz, ehe sie beim Ostrava Golden Spike in 50,09 s siegte. Daraufhin wurde sie bei den Bislett Games in 49,80 s Zweite und siegte kurz darauf in 48,98 s bei den Europameisterschaften in Rom und verbesserte damit den polnischen Rekord von Irena Szewińska aus dem Jahr 1976. Zudem belegte sie mit der 4-mal-400-Meter-Staffel in 3:23,91 min den sechsten Platz. Bereits im Mai sicherte sie der polnischen Mannschaft einen Startplatz bei den World Athletics Relays auf den Bahamas. Beim Meeting de Paris wurde sie in 49,82 s Zweite über 400 Meter, wie auch beim London Athletics Meet in 48,90 s, womit sie einen neuen Landesrekord aufstellte. Im August gewann sie bei den Olympischen Sommerspielen in Paris in 48,98 s im Finale die Bronzemedaille hinter der Dominikanerin Marileidy Paulino und Salwa Eid Naser aus Bahrain. Daraufhin wurde sie beim Memoriał Kamili Skolimowskiej in 49,95 s Dritte.
2020 wurde Bukowiecka polnische Meisterin in der 4-mal-400-Meter-Staffel und von 2021 bis 2024 siegte sie über 400 Meter. Zudem wurde sie 2023 Landesmeisterin im 200-Meter-Lauf. 2023 wurde sie Hallenmeisterin im 400-Meter-Lauf.

## Persönliche Bestleistungen
- 200 Meter: 22,70 s (+2,0 m/s), 23. Juni 2024 in Posen
  - 200 Meter (Halle): 23,30 s, 4. Februar 2023 in Toruń
- 300 Meter: 35,52 s, 30. Januar 2024 in Potchefstroom (nationale Bestleistung)
  - 300 Meter (Halle): 36,20 s, 5. Februar 2022 in Spała (nationale Bestleistung)
- 400 Meter: 48,90 s, 20. Juli 2024 in London (polnischer Rekord)
  - 400 Meter (Halle): 50,83 s, 19. Februar 2023 in Toruń (polnischer Rekord)
- 500 Meter: 1:07,18 min, 3. September 2023 in Olsztyn (nationale Bestleistung)

## Auszeichnungen
Nachdem sie 2021 nach ihren Olympiaerfolgen bereits das Offizierskreuz des Ordens Polonia Restituta erhalten hatte, wurde ihr im September 2024 das Komturkreuz des Ordens verliehen.

## Persönliches
Im September 2024 heiratete sie den polnischen Kugelstoßer Konrad Bukowiecki und startet seitdem unter dem Namen Natalia Bukowiecka.